# Gräberfeld von Björkgärdet
 Die Gräber des Gräberfelds von Björkgärdet nordöstlich von Uppsala in Uppland in Schweden stammen aus der jüngeren Bronze- oder älteren Eisenzeit (800 v. Chr. bis 400 n. Chr.) 
Sie sind Blockgräber (schwedisch blockgravar) oder werden als Dolmen vom Fröböke-Typ bezeichnet wird. Einige haben gut erhaltene Randsteinketten aus größeren Steinen, die um den zentralen Block liegen. Es gibt sowohl runde als auch quadratische Anlagen. Die Füllung innerhalb der Randsteinketten bestehen aus Bruch- oder Feldsteinen. In einem der Pflaster wurden verbrannte Menschenknochen gefunden. Es gibt auch Reste von Skelettgräbern.
Die übrigen Funde von Björkgärdet werden von Hügeln aus zerbrannten Steinen geprägt. Sie liegen in zwei Reihen. Eine Reihe entlang einer Südost-Nordwest verlaufenden Erhebung im südlichen Teil des Gebiets und eine Reihe entlang einer Ost-West verlaufenden, nördlich der ersten. Angrenzend finden sich Herdstellen. Es wurden drei Plätze mit fünf bis acht Kochgruben oder Herden gefunden.